# Roia Zamani
Roia Zamani é uma praticante de taekwondo do Afeganistão, que é talvez melhor conhecida pela sua medalha de bronze ganha nos Jogos Asiáticos em 2002, realizados em Busan, na Coreia do Sul. Zamani, que usa um lenço em seu capacete, ganhou uma medalha de bronze na classe de 72 kg de taekwondo sem vencer uma única partida. Zamani obteve a única medalha ganha do lado dos afegãos. Nenhum dos restantes atletas avançou para lá das fases de qualificação.

## Vida pessoal
Ã família de Zamani mudou-se do Afeganistão para o país vizinho, o Irão, depois de os talibãs terem tomado o controle em 1996. Zamani, juntamente com a sua família, viveu no Irão por seis anos como refugiados, e acabou por estudar taekwondo lá. Em 2002, Zamani retornou à sua terra natal e começou a trabalhar como professora de inglês em Cabul. Como outros atletas muçulmanos do Médio Oriente, Zamani usa um lenço em seu capacete quando é concorrente.

## Jogos Asiáticos de 2002
O Afeganistão voltou a participar nos Jogos Asiáticos após a queda do governo talibã no meio da guerra em curso no Afeganistão. A delegação afegã consistiu-se por uma equipa de quarenta elementos do sexo masculino e quatro elementos do sexo feminino. Três destas quatro mulheres atletas participaram nas provas de taekwondo, prova na qual um total de 70 atletas do sexo feminino de diferentes países Asiáticos competiram entre 10 e 13 de outubro.
Aos 23 anos de idade na época, Zamani concorreu na classe de 72 kg (peso médio). Apenas cinco atletas participaram deste evento, fazendo com que a primeira rodada fosse logo considerado uns quartos de final. Ela recebeu um bye na primeira rodada de jogo. Na semifinal, ela retirou-se no meio da partida, devido a lesões graves, em que ela estava ficando para trás de nulo para quatro pontos. Zamani foi atacada pela sua adversária coreana, Choi Jin-Mi, que deixou um corte longo de sua sobrancelha direita. Contudo, a presença de Zamani na semifinal garantiu-lhe uma medalha de bronze, o que ela compartilhou com Sally Solis das Filipinas. Zamani considerou a sua participação nos Jogos como um "primeiro passo" para as mulheres afegãs. Nenhum dos restantes atletas afegãos avançou para além das fases de qualificação, e, como tal, não ganharam qualquer medalha.